# Letiště Iqaluit
Letiště Iqaluit (anglicky Iqaluit Airport) je největší a nejdůležitější letiště v kanadském teritoriu Nunavut. Má jednu asfaltovou vzletovou a přistávací dráhu o délce 2 623 m. Za rok tudy projde až 125 tisíc pasažérů. Letiště dopravně obsluhuje Cambridge Bay a další nunavutské obce. Míří sem i dálkové lety Iqualuit-Ottawa, Iqaluit-Calgary, Iqaluit-Montréal a Iqaluit-Winnipeg.